# 五十嵐片原
五十嵐 片原（いからし へんげん、延享3年（1746年） - 天明4年10月6日（1784年11月18日））は江戸時代中期の新潟の絵師。名は元誠、字は仲勉。通称は竹次郎。別号は其業、片言。五十嵐浚明の次男。

## 生涯
延享3年（1746年）五十嵐浚明の次男として生まれた。明和7年（1770年）兄五十嵐顧行が死去し、家督を継いだが、間もなく弟佐野元敬に譲り、新潟片原通に独立した。
ある日自分の画力が父を上回ったと考え、父が描いた野馬の粉本にこっそり朱を入れたところ、数日後父に気づかれて「どうしたらこのようになるのだ。」といって消されてしまい、これを恥じて更に精進した。後に京都に出て、絵師として活動した。
天明2年（1782年）刊『北海詩鈔三編』・『玄圃集二編』によれば南紀に旅行して熊野波田須徐福ノ宮を訪れた。また、大坂の岡田南山・葛子琴・井坂松石とも交流があった。
晩年、市島岱海の兄弟に竜門の詩画を贈っている。天明4年（1784年）10月6日故郷に39歳で死去し、善導寺に葬られた。文化7年（1810年）亀田鵬斎が越後に来訪した際、墓誌が書かれた。天保4年（1833年）9月50回忌に当たり、善導寺に墓碑が建てられ、三浦鴎沙等に追悼詩を寄せられた。

## 絵画
| 作品                     | 技法         | 形状・員数 | 寸法 (縦x横cm) | 所蔵 | 年代 | 備考         |
| ------------------------ | ------------ | ---------- | -------------- | ---- | ---- | ------------ |
| 賢聖図                   | 紙本墨画     |            | 101.5x28.5     | 個人 |      | 亀田鵬斎賛。 |
| 袁氏別業図・尋隠之者遇意 | 紙本墨画淡彩 |            | 各図105.5x33.0 | 個人 |      | [ 16 ]       |

- 『逆旅勧盃』 - 宝暦12年（1762年）五十嵐家から三浦迂斎に贈られた画帳。第2巻に浚明題・片原画の11対が含まれる[17]。
- 聖像 - 坂口仁一郎旧蔵[18]。

人物画を得意としたという。
浚明筆『押絵貼人物山水鳥獣屏風』の葡萄や虎、『風竹虎図』の虎、『紅梅白鷹図』の梅などは『逆旅勧盃』の片原筆のものと類似しており、片原が描いた可能性がある。

## 漢詩
- 題漁父図「漁父不交市俗塵。迢々舟路自相分。朝来晩去何飄忽。心事江天一片雲。」[13]
- 皓図[20]の一律「商山最高処。白髪日盤桓。履跡雲中路。棊声天外壇。風塵秦已遠。羽翼漢終安。不識歇成後。仙芝幾許餐。」[18]
- 雀「翅翅不知短。頡頏脩竹叢。追糧無遠近。求宿又西東。緑樹林間雨。黄禾野外風。啁啾何所笑。鴻鵠在蒿蓬。」[18]
- 山水「楼居四面好山川。無限風煙養浩然。一路遥分春澗樹。連峰高聳暮雲天。不疑仙境換凡骨。且就道入尋勝緑。指点泉源従此遡。桃花水送釣魚船。」[18]
- 同「門外数株楊柳。北窓書巻横陳。克知名教中楽。便是羲皇上人。」[15]
- 漁父「不向城中蹈軟塵。扁舟日趁白鴎群。朝来暮去何飄忽。心事江天一片雲。」[15]

## 家族
- 父：五十嵐浚明
- 母：伊藤氏[21]
  - 兄：五十嵐顧行（伯謹、子謹）
  - 弟：佐野元敬
  - 妹 - 同郷岩田家に嫁いだ[21]。
- 妻：谷氏[13]
  - 長男：五十嵐竹沙（主膳）
  - 次男：五十嵐主爕（泰庵）